# Obinutuzumab
Obinutuzumab (alte Bezeichnung Afutuzumab, Handelsname Gazyvaro® oder außerhalb der EU als Gazyva®; Hersteller Roche) ist ein humanisierter  monoklonaler Antikörper, der zur Therapie einer therapieresistenten Chronisch Lymphatischen Leukämie (CLL) und/oder eines follikulären Lymphoms (FL), dem häufigsten Typ des indolenten (langsam wachsenden) Non-Hodgkin-Lymphoms (NHL), eingesetzt werden kann.

## Wirkungsweise
GA101 (Obinutuzumab) wirkt ähnlich wie Rituximab und Ofatumumab als CD20-Antikörper. Dieser Wirkstoff ist der erste monoklonale CD20-Antikörper der 2. Generation, der mit der Technik des sogenannten Glykoengineering  (Glykosylierung) optimiert wurde. Dadurch kann die Vernichtung bösartiger B-Lymphozyten durch Aktivierung anderer Immunzellen gegen Krebszellen oder die direkte Auslösung des Zelltodes verbessert werden.

## Zulassungsstatus
In den USA erfolgte – wegen der zu erwartenden guten Ergebnisse – ein beschleunigtes Zulassungsverfahren. Im November 2013 wurde Gazyva® in Kombination mit Chlorambucil von der FDA zur Behandlung einer vormals unbehandelten CLL zugelassen. Im Juli 2014 wurde Gazyvaro® in der EU zur Behandlung von Patienten mit einer vormals unbehandelten CLL zugelassen. Für Europa empfahl das CHMP der europäischen Zulassungsbehörde EMA im April 2016 die Zulassung in der Indikation FL. Im September 2017 erteilte die Europäische Kommission eine Zulassung für die Erstlinienbehandlung von Patienten mit follikulärem Lymphom.

## Studien
Eine deutsche Studie mit 781 Patienten zeigte, dass Obinutuzumab im Vergleich zu Rituximab bessere Ergebnisse bei der Behandlung komorbider Patienten mit CLL erzielt. Im Schnitt konnte die progressionsfreie Überlebenszeit um 10 Monate verlängert werden, indem bei der Standardtherapie Rituximab und Chlorambucil ersteres durch Obinutuzumab ersetzt wurde. Es kam unter Obinutuzumab aber häufiger zu Infusionsreaktionen und Neutropenien.

## Historie
Entwickelt wurde GA-101 durch Glycart Biotechnology AG, Genentech, Hoffmann-La Roche, Biogen Idec und Chugai Pharmaceutical.

## Dosierung
In der Phase-III-Studie CLL11 der Deutschen CLL-Studiengruppe wurde Obinutuzumab mit Chlorambucil kombiniert. Die Patienten erhielten 1000 mg Obinutuzumab intravenös an den Tagen 1, 8 und 15 (Zyklus 1) und Tag 1 (Zyklus 2–6), was einer möglichen Dosierung laut Fachinformation entspricht, sowie 0,5 mg Chlorambucil/kg Körpergewicht oral an den Tagen 1 und 15 jedes Zyklus.